# Bassiana trilineata
Bassiana trilineata là một loài thằn lằn trong họ Scincidae. Loài này được Gray mô tả khoa học đầu tiên năm 1838.

## Hình ảnh

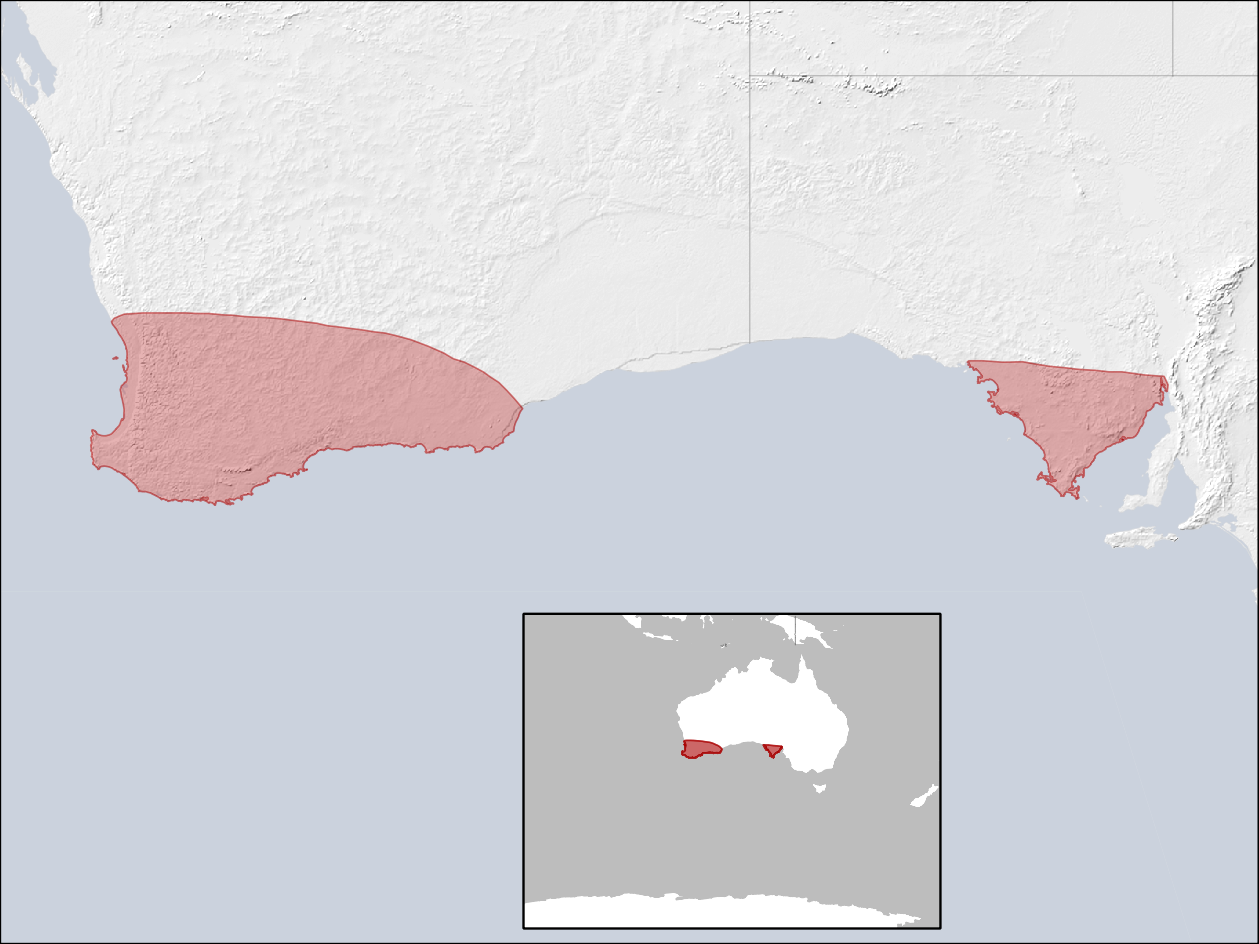